# Gossea brachymera
Gossea brachymera är en nässeldjursart som beskrevs av Bigelow 1909. Gossea brachymera ingår i släktet Gossea och familjen Olindiasidae. Inga underarter finns listade i Catalogue of Life.